# Tejeda de Tosande

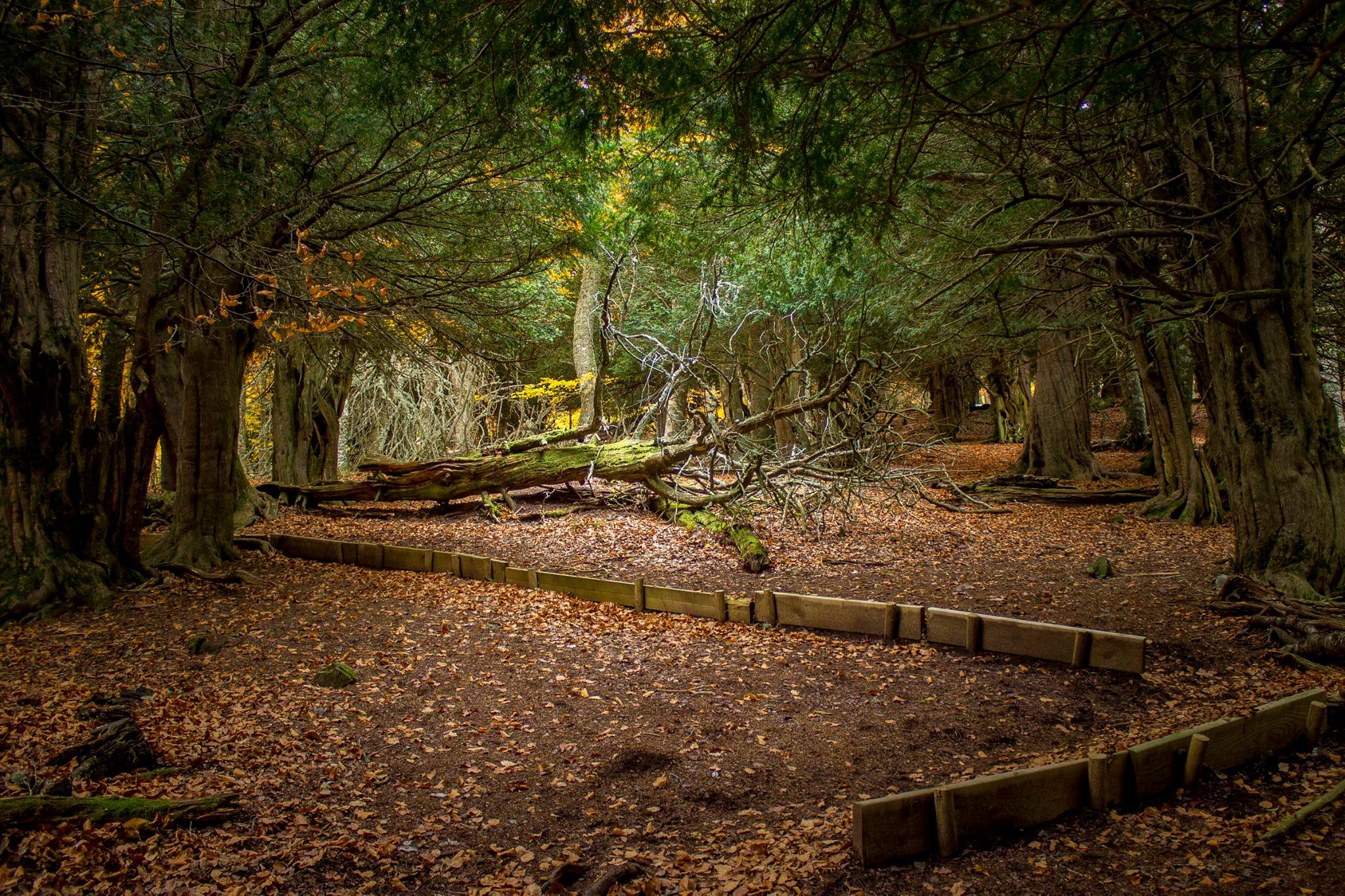
Interior de la tejeda desde el recorrido circular

La Tejeda de Tosande es una de las concentraciones de tejos (Taxus baccata) más destacadas de la península ibérica. Se encuentra en el Parque natural de Fuentes Carrionas y Fuente Cobre - Montaña Palentina, concretamente en la sierra de la Peña, municipio de Dehesa de Montejo. La tejeda se extiende por la vertiente norte de Peña Oracada (1818 m s. n. m.), en el Valle de Tosande, también conocido como Tosante en algunas localidades.
El tejo se extiende en este bosque entre los 1300 y 1500 m s. n. m. (metros sobre el nivel del mar), sobre un sustrato paleozoico que da lugar a un florecimiento de hayas que rodea a la tejeda; de esta forma, se podría decir que forma parte de un bosque mayor formado principalmente por hayas (Fagus sylvatica).

## Fauna
El lugar presenta un gran interés faunístico. Debido a la capacidad de albergar distintos hábitats en poca extensión, da pie a la existencia de una biodiversidad especialmente rica.
En la tejeda y sus alrededores podemos encontrar zonas de prado en mosaico y matorral que se integran suavemente con los tipos de bosque comentados anteriormente.
Cabe destacar la madurez de esta tejeda, rasgo característico que podemos deducir por la abundante presencia de oquedades en los árboles, que son empleadas por aves, micromamíferos y algún que otro mustélido como la marta (Martes martes) para distintos fines.
La pertenencia de este lugar al Parque natural de Fuentes Carrionas lo convierte en una extensión del hábitat del oso pardo cantábrico (Ursus arctos pyrenaicus).

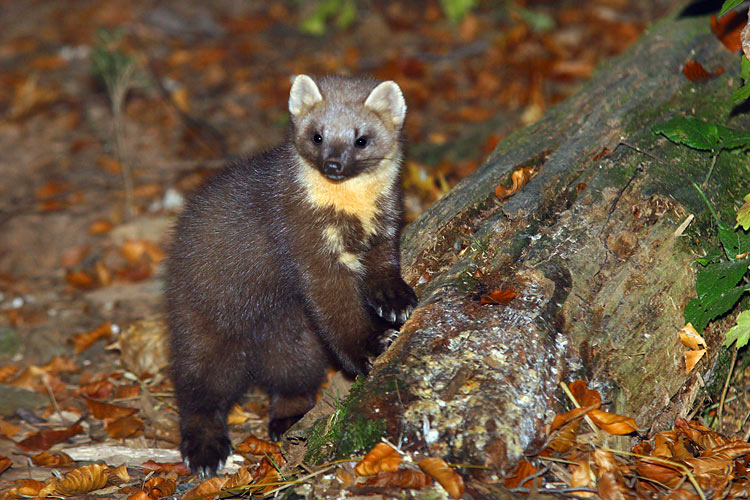
Una marta (Martes martes)

## Flora
Estos  bosques  están  considerados  como  reliquias  de  los  bosques  de  coníferas  del Terciario. El tejo (Taxus baccata) necesita para su desarrollo humedad ambiental y frescura, tolerando la sombra intensa, por lo que llega a vivir bajo el dosel de hayedos, robledales y bosques mixtos. Prefiere orientaciones septentrionales y sustratos calizos. Los tejos no suelen encontrarse de forma aislada, sino que forman bosques, éstos son muy umbríos y casi monoespecíficos, siendo muy escaso el sotobosque. Las tejedas que aparecen en la Montaña Palentina tienen carácter relíctico y unen su valor ecológico a su gran rareza y singularidad, por lo que deben ser objeto de medidas de protección intensas, especialmente las áreas en las que aparecen ejemplares relevantes por su tamaño y edad.
En este marco de protección, la tejeda de Tosande cuenta con 3 especímenes de tejo de singular relevancia. Según recogen las leyes de Castilla y León, se acuerda la inclusión de determinados ejemplares de especímenes vegetales en el Catálogo de especímenes vegetales de singular relevancia de Castilla y León.
También es de interés comentar que el tejo se encuentra en la categoría de protección denominada como atención preferente regulada por el Decreto 63/2007, de 14 de junio, por el que se crean el Catálogo de Flora Protegida de Castilla y León y la figura de protección denominada Microrreserva de flora.

## Acceso
En la carretera comarcal C-626, a unos 6 km de Cervera de Pisuerga en dirección Guardo, se localiza el aparcamiento que inicia el itinerario para visitar la tejeda de Tosande.

## Rutas
La ruta de acceso está señalizada y acondicionada con caminos, pasarelas, puentes, etc. Al final de la misma hay un mirador desde le que se tienen vistas de buena parte de la Montaña Palentina en su vertiente sur. Hay que tener en cuenta que es un espacio natural protegido y frágil, por lo que está totalmente prohibido arrancar plantas, ramas, frutos, caminar por lugares no señalizados, arrojar basura o desperdicios. También se debe tener especial cuidado con los ruidos molestos que podrían alterar el comportamiento de la fauna.

## Imágenes

Imágenes de la tejeda y su entorno
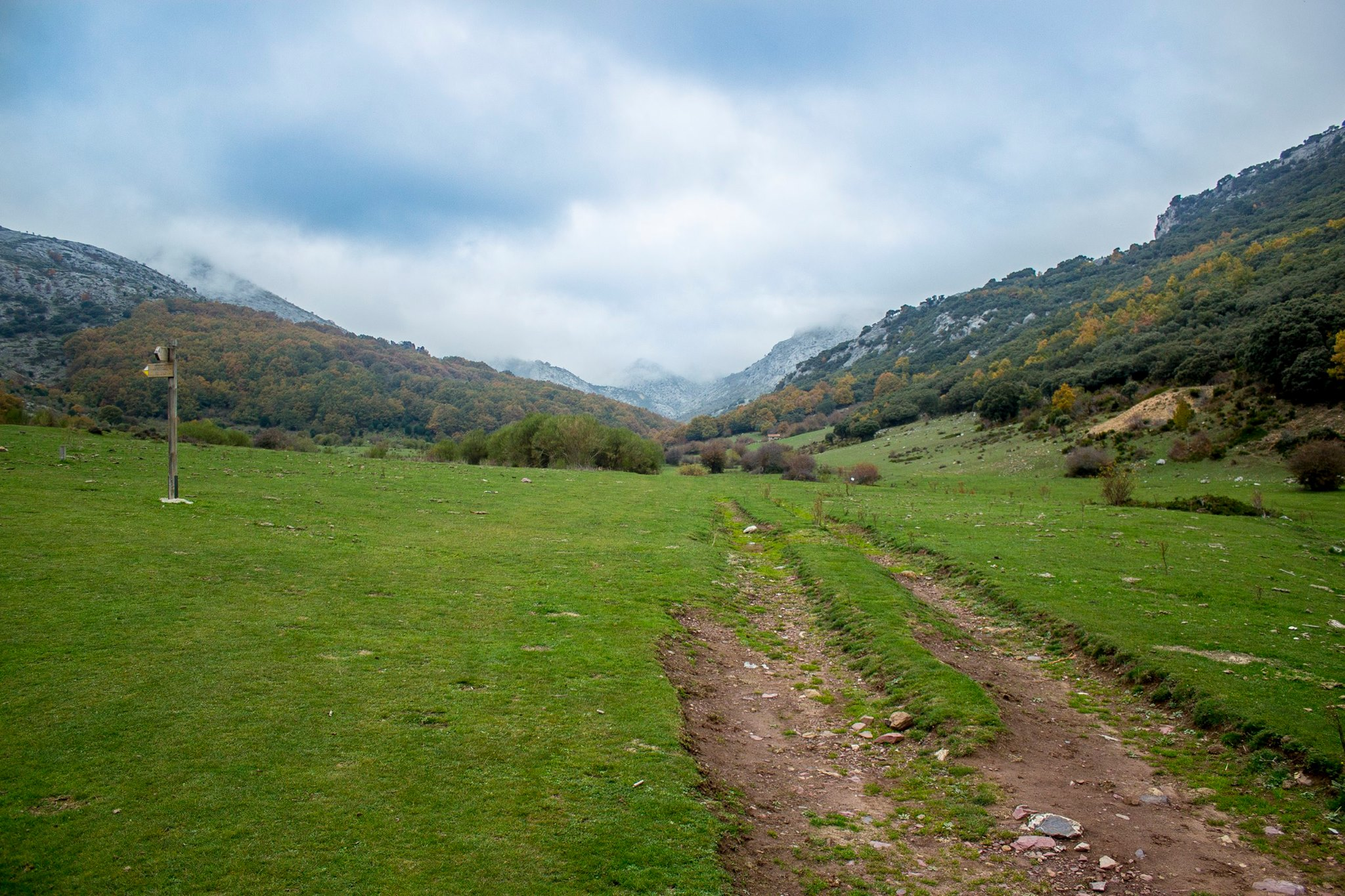
Valle de Tosande
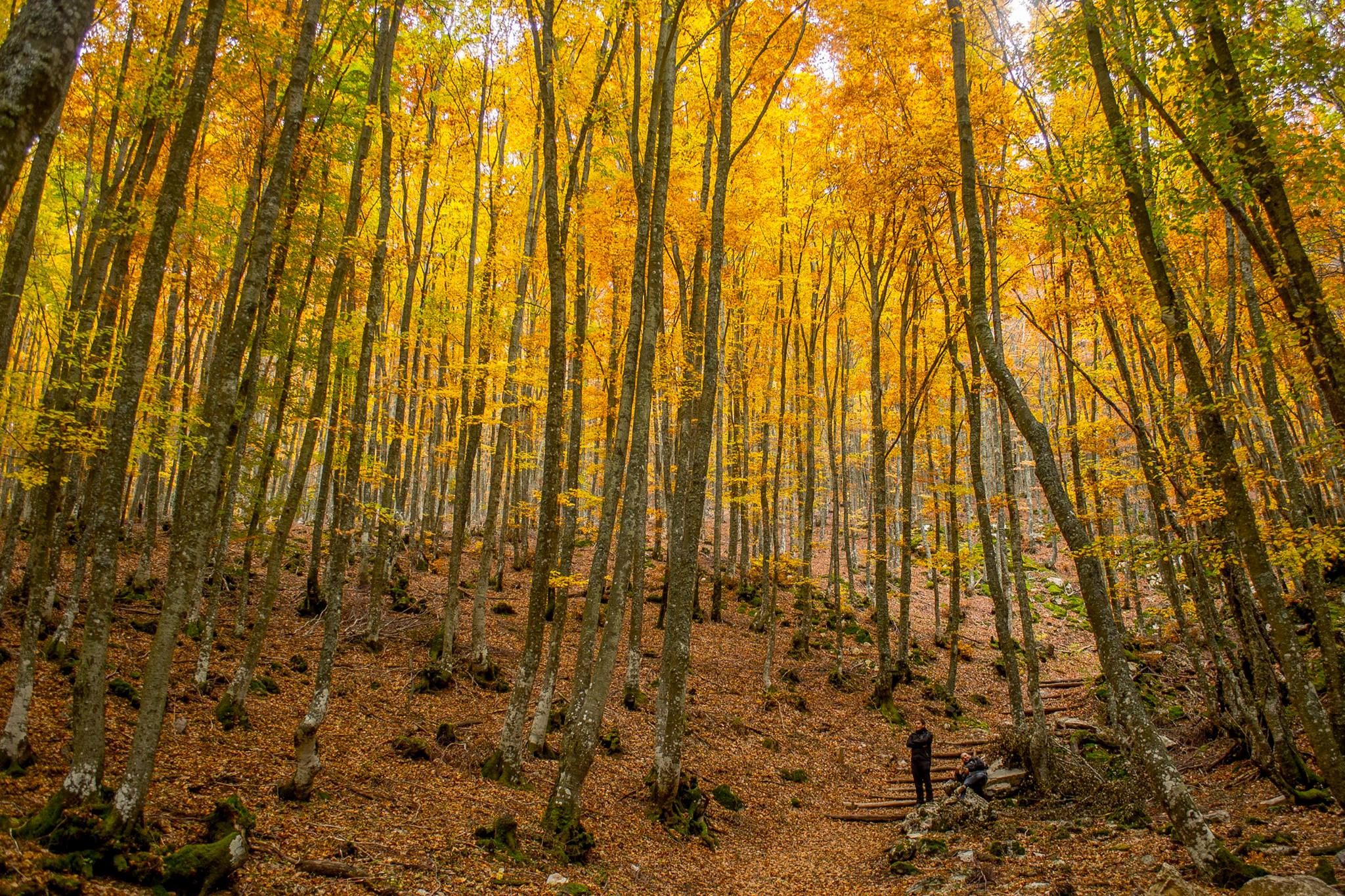
Hayedo en pleno otoño al inicio del recorrido hacia la Tejeda.
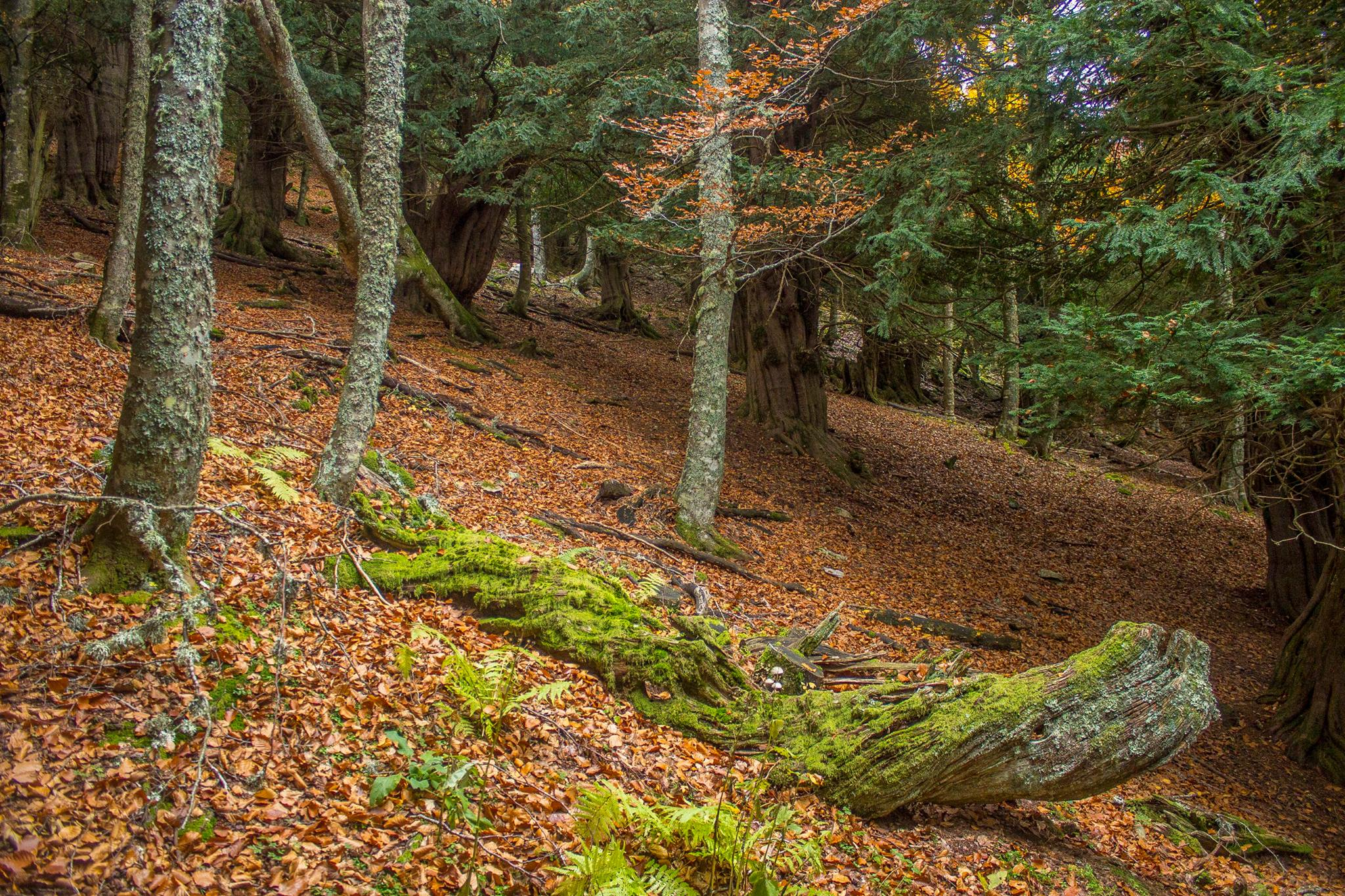
Otra vista de camino hacia la tejeda
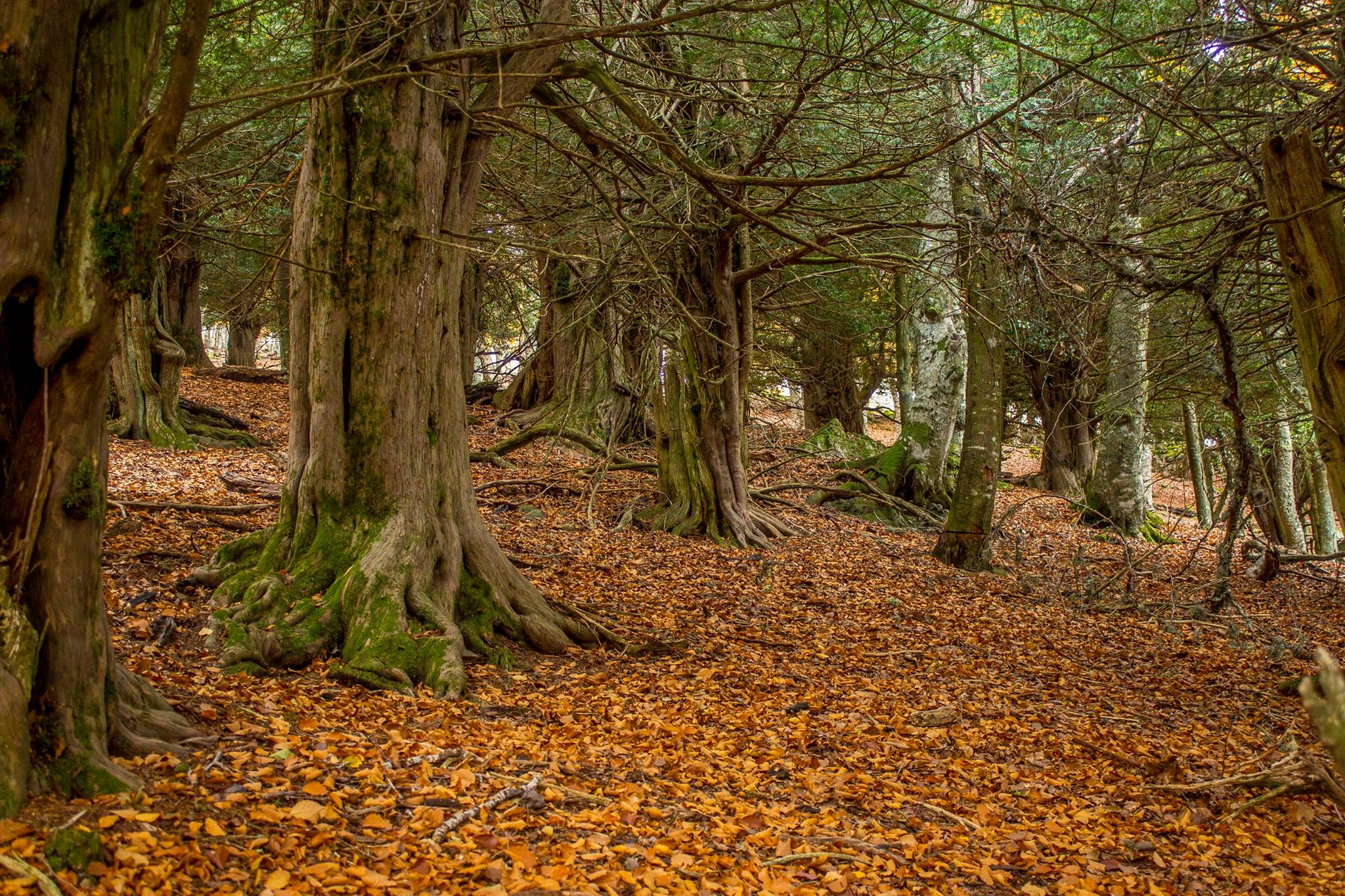
Tejos en el interior